# Старокальмиярово
Старокальмиярово (баш. Иҫке Ҡәлмиәр) — село в Татышлинском районе Республики Башкортостан Российской Федерации. Административный центр Кальмияровского сельсовета.

## География

### Географическое положение
Расстояние до:
- районного центра (Верхние Татышлы): 20 км,
- ближайшей ж/д станции (Куеда): 40 км.

## Население
| 2002 | 2009 | 2010 |
| ---- | ---- | ---- |
| 438  | ↘415 | ↘410 |

Национальный состав
Согласно переписи 2002 года, преобладающая национальность — удмурты (98 %).